# Krivij Rih villamosvonal-hálózata
Krivij Rih villamosvonal-hálózata az ukrán Dnyipropetrovszki terület második legnépesebb városában, Krivij Rih-ben üzemelő villamosvonal-hálózat.

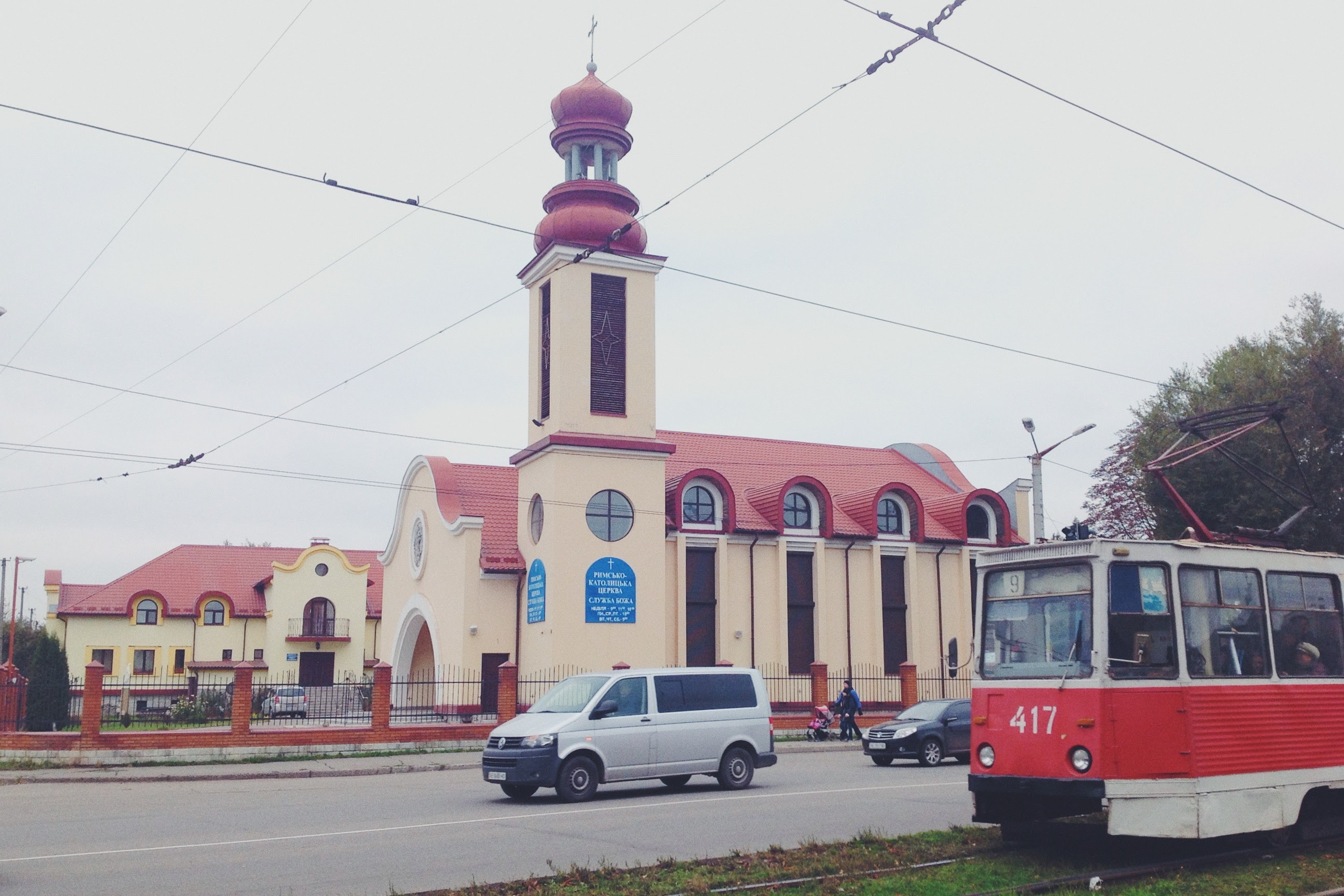
A 9-es vonal

## Jelenlegi vonalak
| Vonal | Végállomás           | Végállomás            |
| ----- | -------------------- | --------------------- |
| 1     | Domnostroitelnyi tér | Sörfőzde              |
| 2     | Domnostroitelnyi tér | Bukovinszka utca      |
| 3     | Bukovinszka utca     | Akcionerna utca       |
| 4     | Bukovinszka utca     | Déli GOK              |
| 5     | Domnostroitelnyi tér | Déli GOK              |
| 6     | Gazdagító utca       | Ukrán utca            |
| 7     | Domnobudivnykiv tér  | Gazdagító utca        |
| 8     | Zbagachuvalna utca   | Déli GOK              |
| 9     | Vasútállomás         | Akcionerna utca       |
| 10    | ATO hősők utcája     | Déli GOK              |
| 11    | ATO hősők utcája     | Gazdagító utca        |
| 12    | ATO hősők utcája     | Részvénytársaság utca |
| 13    | KMK gyűrű            | Részvénytársaság utca |
| 14    | Vasútállomás         | ATO hősők utcája      |
| 22    | Vasútállomás         | Bukovinszka utca      |
| 25    | Vasútállomás         | Déli GOK              |
| 27    | Zbagachuvalna utca   | Vasútállomás          |

## Viteldíj[2]
2021. május 1-én Krivij Rih volt az első város Ukrajnában, ahol a tömegközlekedést ingyenessé vált. Ennek igénybevételéhez egy kártyát kell felmutatni. A kártya felmutatása nélkül egy menet ára 2,50 ukrán hrivnya (~28 Ft), kedvezményesen 1,25 hrivnya (~14 Ft).

## Járművek
A hálózat járműveinek megoszlása (a metrótram járműállományával együtt):

#### Utasforgalomban használt járművek
| Típus        | Gyártás helye | Járművek száma | Járművek száma |
| Típus        | Gyártás helye | 2014           | 2017           |
| ------------ | ------------- | -------------- | -------------- |
| 71-605       | Szovjetunió   | 52             | 52             |
| 71-608K      | Oroszország   | 3              | 3              |
| 71-608KM     | Oroszország   | 13             | 13             |
| 71-611       | Oroszország   | 11             | 11             |
| Tatra K3R-N  | Csehszlovákia | 2              | 2              |
| Tatra T3     | Csehszlovákia | 11             | 11             |
| Tatra T3SU   | Csehszlovákia | 25             | 24             |
| Tatra T3RP   | Csehszlovákia | 21             | 18             |
| Tatra T3SUCS | Csehszlovákia | 3              | 3              |
| K-1          | Ukrajna       | 7              | 7              |
| Összesen     | Összesen      | 148            | 144            |

#### Karbantartásra használt járművek
| Típus          | Járművek száma | Járművek száma |
| Típus          | 2014           | 2017           |
| -------------- | -------------- | -------------- |
| 71-605         | 11             | 11             |
| Tatra T3SU     | 3              | 3              |
| GS-4           | 2              | 2              |
| VTK-01         | 2              | 2              |
| Аgmy           | 1              | 1              |
| Utánfutósjármű | 1              | 1              |
| Összesen       | 20             | 20             |